# Pojas
Pojas ili opasač naziv je za remen (iz njemačkog Riemen), izrađen najčešće od kože i posebnih vrsta tkanina koji se nosi kako bi uz tijelo pričvrstio hlače ili druge odjevne predmete.